# 土浦統括センター
土浦統括センター（つちうらとうかつセンター）は、東日本旅客鉄道（JR東日本）水戸支社の駅・運転士・車掌を所管する組織である。
2024年10月1日に土浦営業統括センター、土浦運輸区を統合して発足。

## 所管

### 駅
- 土浦駅 - 所長所在駅
- 藤代駅★
- 龍ケ崎市駅
- 牛久駅★
- ひたち野うしく駅★
- 荒川沖駅★
- 神立駅★
- 高浜駅★
- 石岡駅
- 羽鳥駅★

★: JR東日本ステーションサービスに業務委託　

### 乗務員
- 土浦駅構内に設置（旧土浦運輸区）
- 担当線区（運転士・車掌）
  - 常磐線（上野東京ライン）普通列車：品川 - 勝田間
  - 優等列車 : 常磐線（上野東京ライン）特急ひたち・ときわ

## 歴史
- 2022年10月1日 - 土浦営業統括センター（土浦、龍ケ崎市、石岡各駅の統合）が発足。
- 2024年10月1日 - 土浦営業統括センターに、土浦運輸区を統合し、土浦統括センター発足。土浦営業統括センター、土浦運輸区を廃止する。

| スタブアイコン | サブスタブ | この項目は、まだ閲覧者の調べものの参照としては役立たない、鉄道に関連した書きかけの項目です。この項目を加筆・訂正などしてくださる協力者を求めています（P:鉄道/PJ:鉄道）。 |